# 貪食擬鮋
貪食擬鮋（学名：Scorpaenopsis pluralis）是輻鰭魚綱鮋形目鮋亞目鮋科的其中一種，為熱帶海水魚，分布於中太平洋夏威夷群島海域，棲息深度100-110公尺，體長可達7.4公分，棲息在底層水域，以魚類及甲殼類為食，生活習性不明。

## 扩展阅读
維基物種上的相關：貪食擬鮋